# Jerusalem (toneelstuk)
Jerusalem is een tragikomisch toneelstuk in drie bedrijven van Jez Butterworth, voor het eerst opgevoerd in Londen in 2009, met Mark Rylance in de hoofdrol. In 2011 ging het in première in New York, alvorens in Londen hernomen te worden. De regisseur was Ian Rickson. Het stuk handelt over Johnny ‘Rooster’ Byron, een zigeunerman die in een woonwagen in een bos aan de rand van het fictieve dorp Flintock in Wiltshire woont en zijn dagen vult met drank, drugs en het vertellen van vergezochte verhalen aan een groepje lokale dorpsbewoners. In bredere zin handelt Jerusalem over wat het betekent, in de 21ste eeuw een Engelsman of Engelse te zijn. De titel verwijst naar de hymne Jerusalem van Charles Hubert Parry, het inofficiële volkslied van Engeland. Het stuk zit vol symboliek en culturele verwijzingen naar de Engelse geschiedenis en folklore.
Jerusalem werd zeer positief onthaald. Butterworth baseerde het personage van Byron op Micky Lay, een man uit Pewsey. Mark Rylance ontving een Tony Award voor zijn rol en overhandigde de prijs in 2011 aan Lay.

## Inhoud

### Voorspel en eerste bedrijf
De vijftienjarige Phaedra Cox zingt Jerusalem in een feeënkostuum. Op de zinsnede ‘those satanic mills’ wordt haar lied afgebroken, en de scène verandert in een wilde discoparty in de caravan van Byron. De volgende ochtend komen twee ambtenaren van het fictieve district Kennet and Avon een laatste waarschuwing op de caravan nieten: Byron moet eruit omdat de bewoners van de nieuwe woonwijk in de buurt een petitie tegen hem hebben ingediend. Hij zorgt voor overlast. Byron verjaagt de ambtenaren en drinkt wodka tegen zijn kater. Zijn vriend Ginger komt voorbij en ziet dat er een feestje heeft plaatsgevonden; hij is verongelijkt omdat hij niet uitgenodigd was. Het meifeest staat voor de deur: ieder jaar vindt dan in Flintock een grote kermis plaats. Door het bos loopt de demente professor, die denkt dat het 1987 is. Lee heeft bij Byron op de sofa overnacht. Het was zijn afscheidsfeestje; hij emigreert binnen twee dagen naar Australië. Byron herinnert zich niet dat hij de vorige nacht met een cricketbat zijn televisietoestel kapot heeft geslagen. Davey heeft dit op zijn mobiele telefoon opgenomen.
Pea en Tanya hebben onder Byrons caravan geslapen, zeer tot ongenoegen van Byron. Ze vragen of hij Phaedra Cox niet heeft gezien, die reeds dagenlang vermist is. Phaedra was de meikoningin van verleden jaar: ieder jaar wordt een dorpsmeisje tot koningin gekroond. Ginger vertelt de anderen over het roemruchte verleden van Byron: hij was vroeger een stuntman, die met zijn motorfiets over vrachtwagens sprong. In 1981 liep het mis; hij kwam zwaar ten val en werd doodverklaard. Eensklaps stond hij echter op en ging een biertje drinken, aldus Ginger. Wesley, de cafébaas van The Cooper’s, duikt op in een morris dance-outfit. De brouwerij heeft hem verplicht mee te doen als promotiestunt. Byron heeft een huisverbod voor The Cooper’s gekregen, nadat hij er naakt een schermutseling begonnen was. Wesley vertelt Byron dat de volgende ochtend de oproerpolitie zal komen om hem hardhandig uit zijn woonwagen te zetten.

### Tweede bedrijf
Byrons vrienden en metgezellen hebben de caravan verbarricadeerd en als een militaire tank uitgerust. Hij vertelt hun het verhaal van hoe zijn moeder hem als maagd gebaard had, doordat ze per ongeluk in de uterus geraakt werd door een kogel met sperma erop. Iedereen bedrinkt zich, neemt drugs en lacht om Byrons absurde vertelsels. Byron vertelt hoe hij de reus ontmoette die Stonehenge heeft gebouwd. Met de ton die voor zijn caravan staat, kan hij de reuzen lokken.
Dan duikt Byrons vrouw Dawn op met hun zesjarige zoontje Marky. Ze geeft hem een uitbrander omdat hij binnen enkele uren uit zijn woonwagen gezet zal worden, en al wat hij doet, is zich bezuipen met minderjarigen. Overigens had hij beloofd Marky vandaag naar de dorpskermis mee te nemen. Heel Flintock is tegen hem gekeerd; volgens Dawn leeft hij in een droomwereld: later, wanneer hij allang dood is, zullen deze jongeren misschien nog eens aan hem terugdenken, maar meer niet.
Byron, Ginger, Lee, Tanya, Davey, de professor en Pea spelen een extra moeilijke versie van Trivial Pursuit. Byron weet alle antwoorden, behalve (ironisch genoeg) William Blake. De professor wordt per ongeluk gedrogeerd. Troy Whitworth arriveert aan de woonwagen; hij is de stiefvader van Phaedra Cox, die nu reeds dagenlang niet meer thuis is geweest. Troy is Byron zeer vijandig gezind en dreigt hem in elkaar te slaan indien hij hem niet vertelt waar Phaedra is. Byron insinueert dat Troy zijn stiefdochter seksueel misbruikt. Troy ziedt van woede en openbaart Byron dat hij en enkele vrienden hem vorig jaar ’s nachts bewusteloos op een pad in het bos hadden aangetroffen en op hem urineerden: daarvan zijn video-opnamen gemaakt, en meerdere van zijn zogenaamde ‘vrienden’ hebben het filmpje ongetwijfeld nog op hun telefoon staan. Byron loopt weg. Zijn vrienden verlaten de caravan, behalve de professor, die weer bij zijn positieven komt en het verhaal van Sint-Joris en de Draak vertelt. Vervolgens komt Phaedra tevoorschijn uit Byrons woonwagen.

### Derde bedrijf
David, Ginger en Lee komen dronken en/of gedrogeerd terug van de dorpskermis en kloppen aan bij Byron, die niet thuis blijkt te zijn; hij heeft zich in een boom verscholen. Lee heeft een goudvis in een zakje en laat hem aan de caravan achter. Nadat het drietal vertrokken is, komt Wesley ten tonele, dronken en wenend. Zijn huwelijk met Sue loopt niet goed. Wesley stort zijn hart uit en hij en Byron halen herinneringen op aan hoe het meifeest in de jaren 60 en 70 was en met welke meikoninginnen ze allemaal seks hebben gehad.
De ambtenaren van Kennet and Avon Council komen terug om Byron te verwittigen dat hij nog twee uur heeft om de locatie te evacueren. Byron kent de vrouwelijke ambtenaar, Linda, en was getuige van haar buitenechtelijke affaire met een collega. Ze leest hem enkele namen voor uit de bijna driehonderd ondergetekenden van de petitie. Byron verklaart dat het bos Roosterˆs Wood heet en dus zijn eigendom is. Hij verklaart de oorlog aan het districtsbestuur. De professor komt nog eens voorbij en is heel vriendelijk en opgewekt. Dan komt Phaedra weer uit de caravan; ze heeft zich daar al dagenlang verscholen. Ze dwingt Byron de goudvis te adopteren. Wanneer de klok zes slaat, is ze meikoningin-af. Ze danst met Byron.
Eensklaps slaat Phaedra op de vlucht. Haar stiefvader Troy duikt op met enkele mannen, die Byron in elkaar slaan en zijn wangen brandmerken met gloeiende ijzers. Ginger wil Byron te hulp schieten, maar hij gebiedt hem, hem alleen te laten. Byron is niemands vriend: hij leeft alleen voor zichzelf. Hij verjaagt Ginger. Marky komt naar de woonwagen. Byron vertelt hem dat hij, en Marky dus ook, een heel zeldzaam soort bloed van het Roma-type heeft. Om de zes weken doneert hij bloed in het ziekenhuis en krijgt daarvoor zeshonderd pond, genoeg om in zijn levensonderhoud te voorzien.
Byron stuurt zijn zoon weg en giet een jerrycan benzine in en om zijn woonwagen. Vervolgens spreekt hij een vloek over Kennet and Avon Council uit en slaat op de ton die de reuzen kan lokken. Hij roept al zijn voorvaderen, de oude goden en de geesten van Brittannië op.